# Ahmad Amin

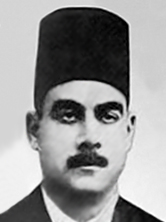
Ahmad Amin

Ahmad Amin, född 1878, död 1954, var en egyptisk författare och historiker.
Bland Amins historiska verk märks främst studier över kalifatets utveckling. I sin bok "Öst och väst" (1955) analyserade han spänningen mellan andlighet i öst och materialism i väst.